# الإمبراطورية الأخمينية
الإمبراطورية الأخمينية أو الإمبراطورية الْهَخَامَنِشِيَّة أو الدولة الْهَخَامَنِشِيَّة (بالفارسية القديمة: 𐎧𐏁𐏂، بالحروف اللاتينية: Xšāça، مضاءة «الإمبراطورية»؛ بالفارسية الحديثة: شاهَنشاهیِ هَخامَنِشی؛ انظر § الاسم)، يُسمى أيضًا الإمبراطورية الفارسية الأولى، كانت إمبراطورية إيرانية قديمة ومقرها غرب آسيا أسسها كورش العظيم. بدءًا من البلقان وأوروبا الشرقية في الغرب إلى وادي السند في الشرق، كانت أكبر من أي إمبراطورية سابقة في التاريخ، تمتد 5.5 مليون كيلومتر مربع (2.1 مليون ميل مربع). وهي جديرة بالملاحظة في نموذجها الناجح لإدارة مركزية بيروقراطية (من خلال مرزبان تحت ملك الملوك)، لسياستها تعدد الثقافات، لبناء البنية التحتية مثل الطريق أنظمة ونظام بريدي، واستخدام لغة رسمية عبر أراضيها، وتطوير الخدمات المدنية وجيش محترف كبير. ألهمت نجاحات الإمبراطورية أنظمة مماثلة في الإمبراطوريات اللاحقة.
بحلول القرن السابع قبل الميلاد، استقر الفرس في الجزء الجنوبي الغربي من الهضبة الإيرانية في منطقة فارس، والتي أصبحت قلبهم. من هذه المنطقة، تقدم كورش الكبير ليهزم الميديين، ليديا، والإمبراطورية البابلية الجديدة، ليؤسسوا الإمبراطورية الأخمينية. الإسكندر الأكبر، من أشد المعجبين بكورش الكبير، غزا معظم الإمبراطورية الأخمينية بحلول عام 330 قبل الميلاد. عند وفاة الإسكندر، وقعت معظم أراضي الإمبراطورية السابقة تحت حكم المملكة البطلمية والإمبراطورية السلوقية، بالإضافة إلى الأراضي الصغيرة الأخرى التي حصلت على الاستقلال في ذلك الوقت. استعادت النخب الإيرانية في الهضبة الوسطى السلطة بحلول القرن الثاني قبل الميلاد تحت الإمبراطورية الفرثية.
يُشار إلى الإمبراطورية الأخمينية في التاريخ الغربي على أنها خصم دول المدن اليونانية أثناء الحروب اليونانية الفارسية وقامت بتحرير اليهود. تجاوزت العلامة التاريخية للإمبراطورية بكثير التأثيرات الإقليمية والعسكرية وتضمنت التأثيرات الثقافية والاجتماعية والتكنولوجية والدينية أيضًا. على سبيل المثال، اعتمد العديد من أثينا العادات الأخمينية في حياتهم اليومية في تبادل ثقافي متبادل، يتم توظيف البعض من قبل الملوك الفارسيين أو المتحالفين معهم. إن تأثير مرسوم كورش مذكور في النصوص اليهودية-المسيحية، وكان للإمبراطورية دور فعال في انتشار الزرادشتية في أقصى شرق الصين. حددت الإمبراطورية أيضًا نغمة السياسة وتراث وتاريخ إيران (المعروفة أيضًا باسم بلاد فارس).

ختم قورش الكبير

## الاسم
يعني مصطلح «الأخمينية» من هخامنش (بالفارسية القديمة:  𐏃𐎧𐎠𐎶𐎴𐎡𐏁، بالحروف اللاتينية: Hakhāmanish؛ هخامنش كان هو نفسه حاكمًا ثانويًا في القرن السابع لأنشان في جنوب غرب إيران، وتابعيًا لآشور. [وصلة مكسورة] استخدم الأخمينيون المصطلح الفارسية "Xšāça" ( 𐎧𐏁𐏂) للإشارة إلى دولتهم متعددة الجنسيات.

## التاريخ والحضارة

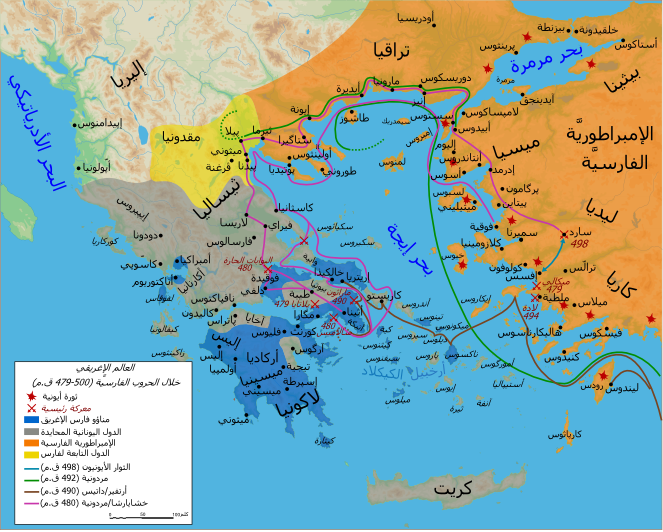
خريطة تبين أحداث المراحل الأولى من الحروب اليونانية-الفارسية

استقرت القبائل الفرس البدوية في الجنوب عند منطقة سموها «فارس» قرب شيراز اليوم. ولا تكاد توجد أي نقوش تتكلم عن الفرس قبل قوروش الأكبر (الثاني). بحوالي 550 ق.م. قاد قوروش الأكبر ثورة على الميديين وأنهى سيطرتهم، وبعد قيام قوروش باحتلال مملكة مديا أولاً، عن طريق تأليب المعارضين لها وإثارة الفتن، وبعدما استولى عليها، قام بالهجوم على بابل مركز حضارة العالم القديم، ثم توسع إلى بلاد الشام، وكذلك إلى غرب الأناضول إلى بحر إيجة، وتوسع شمالاً إلى جبال القوقاز، كما توسع شرقاً في آسيا الوسطى إلى أقصى ما وصلت إليه الحضارة (يعتقد بوصوله إلى حدود قرقيزستان)، وقام ابنه من بعده باحتلال مصر، ثم انشغل أحفاده بحروب ضد اليونان وشعوب البحر الأسود.
مات قورش عام 530 ق.م. وتولى إبنه قمبيز الثاني الذي استولى على مصر عام 525 ق.م. وأصبحت إمبراطوريته تمتد من نهر السند حتى نهر النيل وفي أوروبا حتى مقدونيا التي كانت تعترف بالسيادة الفارسية. وبعد موته إما انتحاراً أو نتيجة لحادث، عام 533 ق.م. تولى إبنه داريوس (دارا) الأول (الأكبر) وأخمد الحروب وحكم الإمبراطورية الفارسية حكما مطلقا وكانت البلدان التابعة له تتمتع بحكم ذاتي وكان الحكام بها أقوياء يتجسسان لحسابه، وأنشأت هذه الإمبراطورية الطرق المتفرعة والتي كانت توصل مدينة سوس العاصمة بالخليج جنوبا وبالبحر الأبيض المتوسط وبحر إيجه. وظل داريوس في حرب مع الإغريق حتى وفاته عام 486 ق.م. وكان قد أخضع المدن الإغريقية في آسيا الصغرى.
وبعده تولى إبنه إجزركسيس الذي أخمد ثورة المصريين على حكم الفرس، وأراد أن ينتقم من أثينا واليونانيين بعد تمرد الأيونيين أيام أبيه، فتواصلت مسيرة جيشه حتى بلغت الأكروبول على مشارف أثينا، لكنه انهزم أمام صمود الأثينيين عام 497 ق.م. وأغرقوا الأسطول الفارسي في مياه ميكال. في القرن الرابع ق.م. ضعفت دولة الفرس، وكانت فريسة سهلة للإسكندر الأكبر ودارت بينه وبينها حروب استمرت منذ عام 334 ق.م. وحتى 330 ق.م..
يرى الباحث الفارسي ناصر بوربيرار في كتابه 12 قرناً من السكوت، أن تلك السلالات الثلاثة (الهخامنشيين والأرشكيين والساسانيين): غريبة عن محيطها الجغرافي وعن السكان الاصليين في هضبة إيران، إذ لم يبق لهم أثر في هذه الأرض بعد هزائمهم النهائية، ويقول: «لم يبق من هذه السلالات الثلاث التي حكمت بالقوة والسيف والاستبداد على الشعوب القاطنة في نجد إيران (الهضبة الإيرانية)، لم يبق منها أي أثر حضاري هام يُذكَر قياساً باليونانيين والرومان وحتى العرب، ما عدا أنها كانت تتقن استخدام الرمح الفارسي لمحو الشعوب التي سبقتها في نجد إيران وفتح أراضي الغير وإغراق الشعوب الأخرى ومنهم اليونانيون والمصريون والهنود ببحور من الدم». وأنهم جاؤوا متأخرى ن قياساً لشعوب عاشت قبلهم بآلاف السنين، وقد قام علماء الآثار والمستشرقون اليهود بتهويل منزلتهم وسمعتهم خلافاً لحقيقتهم في التاريخ، ويرى كذلك «أنهم لم يتمتعوا لا بثقافة ولا بفن ولا باقتصاد ولا بسياسة» حيث عاشت المنطقة بفترة ظلام إلى مجئ الفتح الإسلامي.
ويتحدث بوربيرار عن دور إسرائيل في إعلاء الحضارة الإيرانية الساطعة قبل الإسلام لتعميق الهوة بين الإيرانيين والعرب، فالتاريخ الإيراني يستند في كتابته إلى بحوث قام بها اليهود، إذ بذلوا جهدا لإعلاء شأن الاخمينيين كمحررين لهم وكمدمرين لحضارة مابين النهرين، فاليهود يسعون أن يقدموا الاخمينيين كمبدعين للثقافة والحضارة أو أي شيء يرغبونه وذلك بسبب الخدمة التي قدمها لهم الاخمينيون بتحريرهم من سبي نبوخذ نصر ملك بابل، فخذ على سبيل المثال علماء الآثار والمؤرخون اليهود كـ غيريشمن وداريشتيد واشكولر، كما أن 90% من مؤرخي التاريخ الإيراني هم من اليهود، أي أن اليهود قاموا بتهويل تاريخ الاخمينيين، فهؤلاء حاولوا خلال المئة سنة الماضية أن يصوروا قورش في التاريخ الإيراني بشكل يتطابق وصورته في التوراة حيث تقدمه كصورة نبي، وقد نجحوا في ذلك، إذ لم يُعرف قورش في إيران حتى قبل 100 عام.

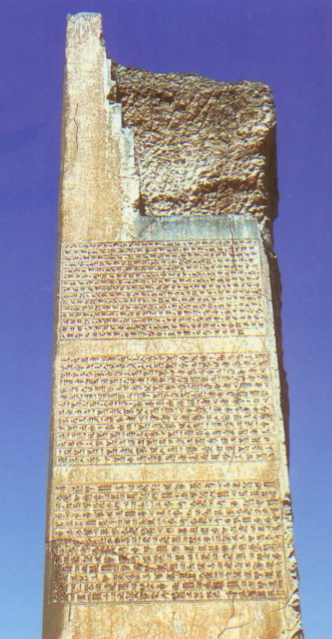
نقش بثلاث لغات لخشايارشا الأول علی الرصيف الغربي في الشرفة الجنوبية لقصر تجر

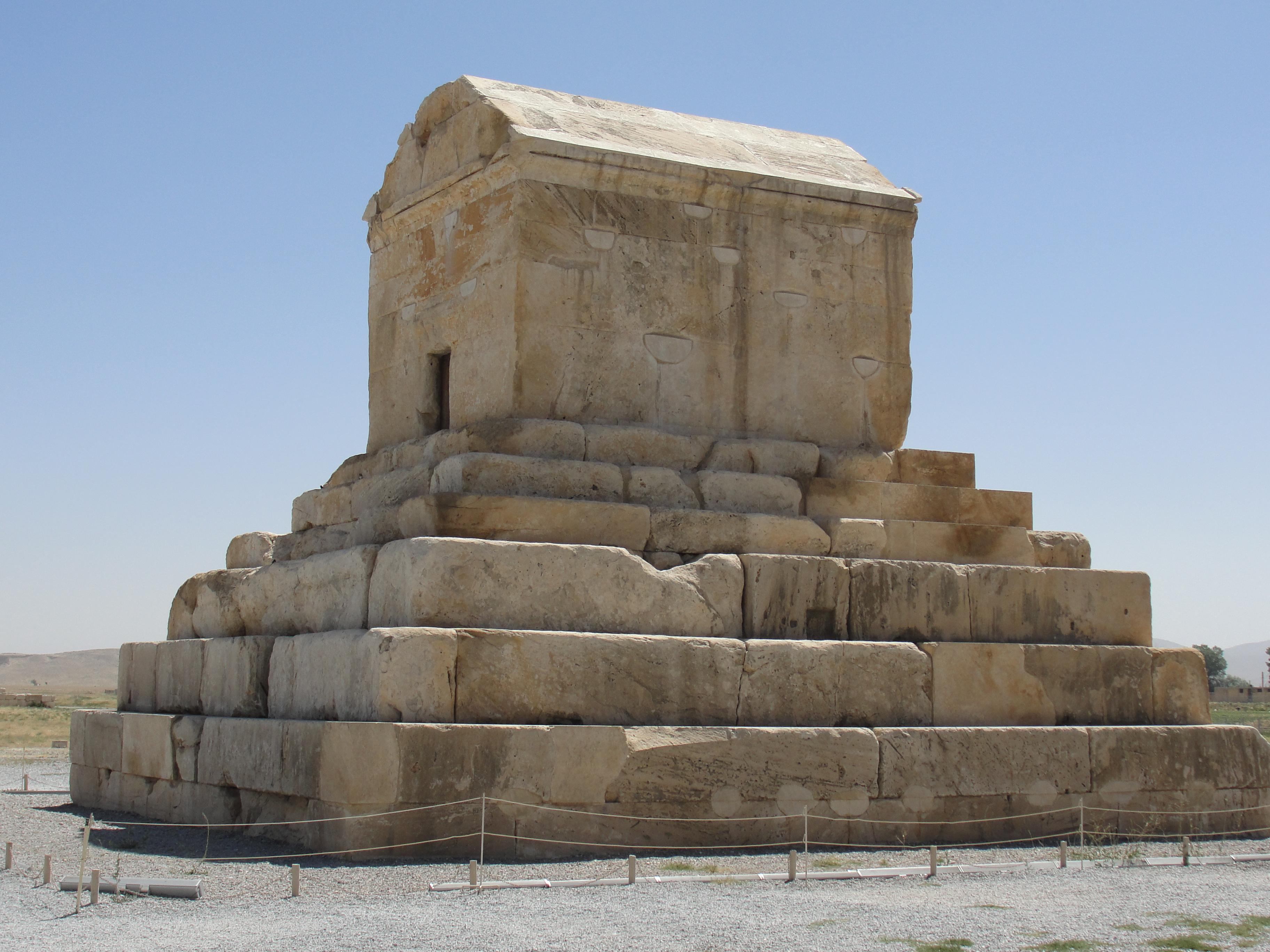
قبر كورش الكبير، مؤسس الإمبراطورية الأخمينية

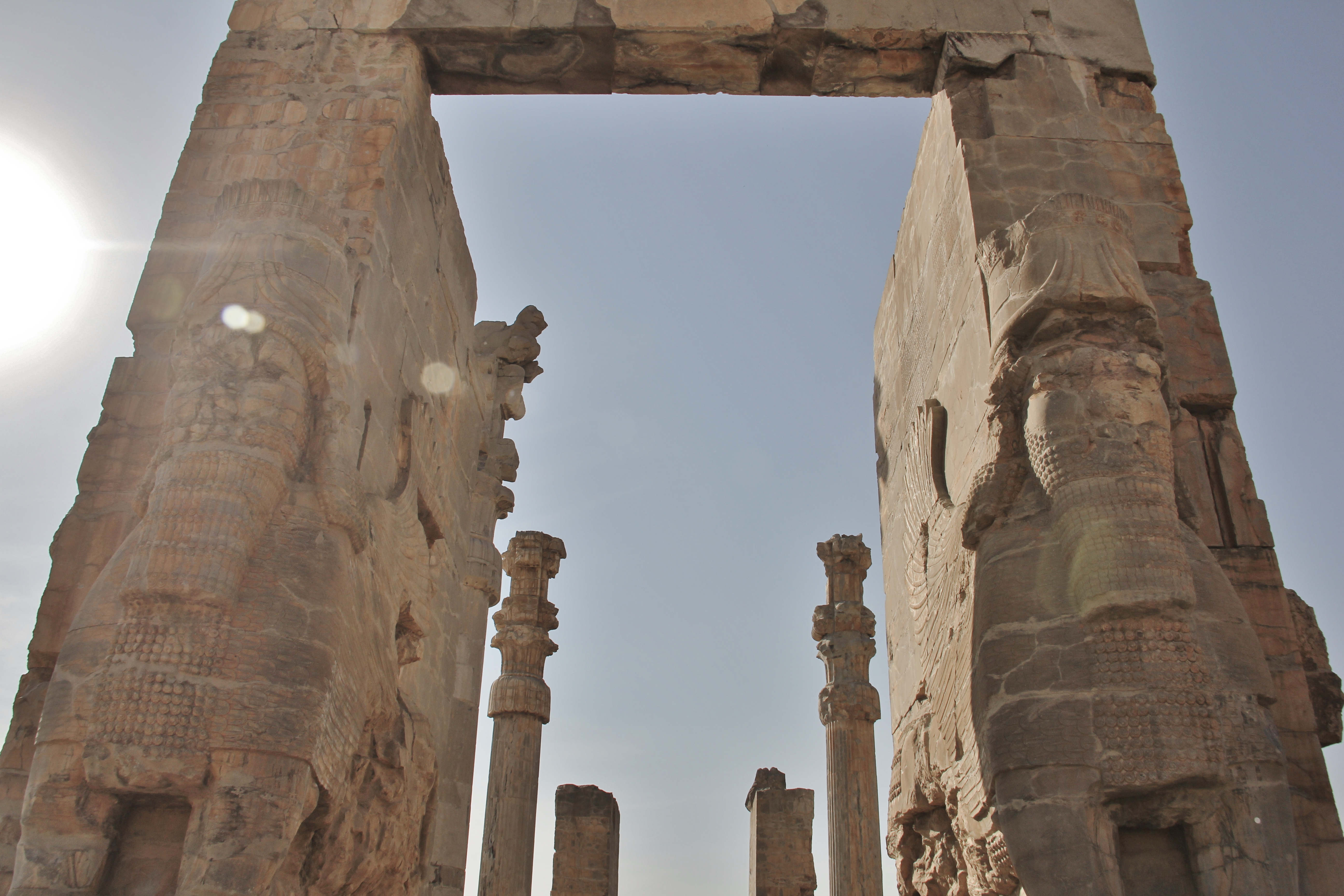
بوابة جميع الأمم؛ تخت جمشيد

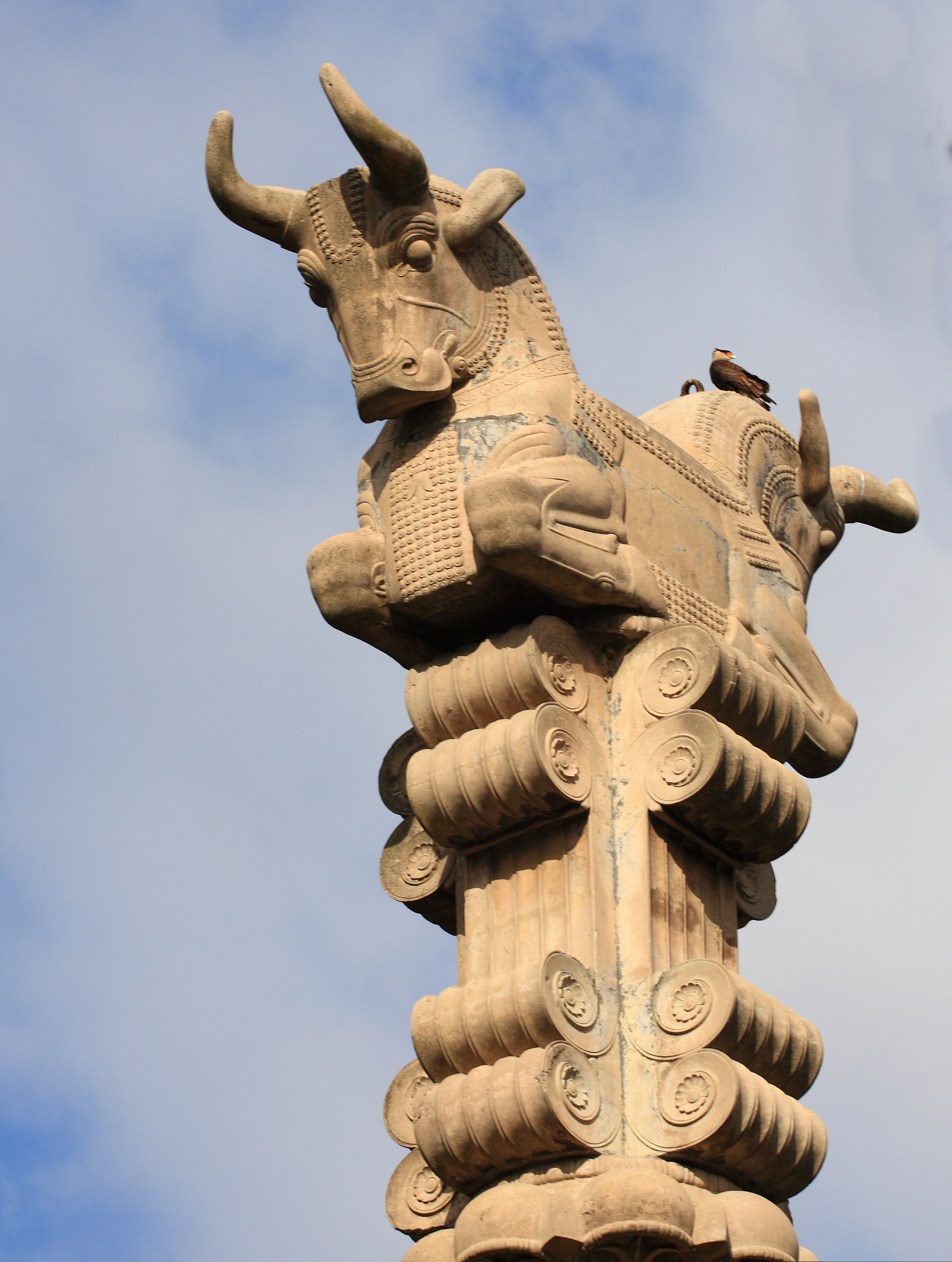
عمود الفارسي المحفوظ جيدا والتي تبين تفاصيل عاصمة الأعمدة في تخت جمشيد

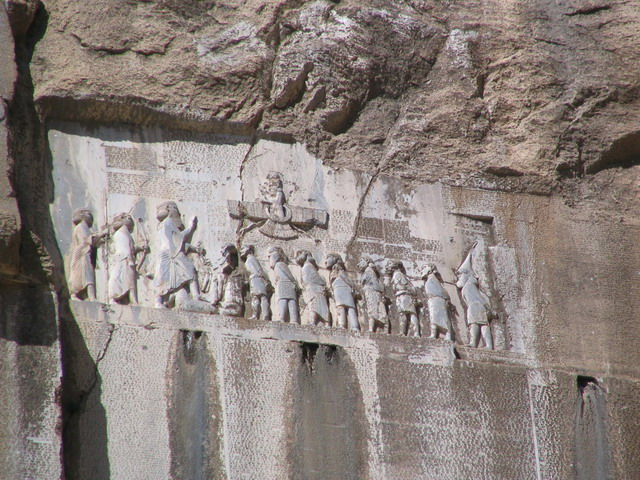
نقش بيستون في كرمانشاه أهم نص تاريخي في عهد الأخمينيين

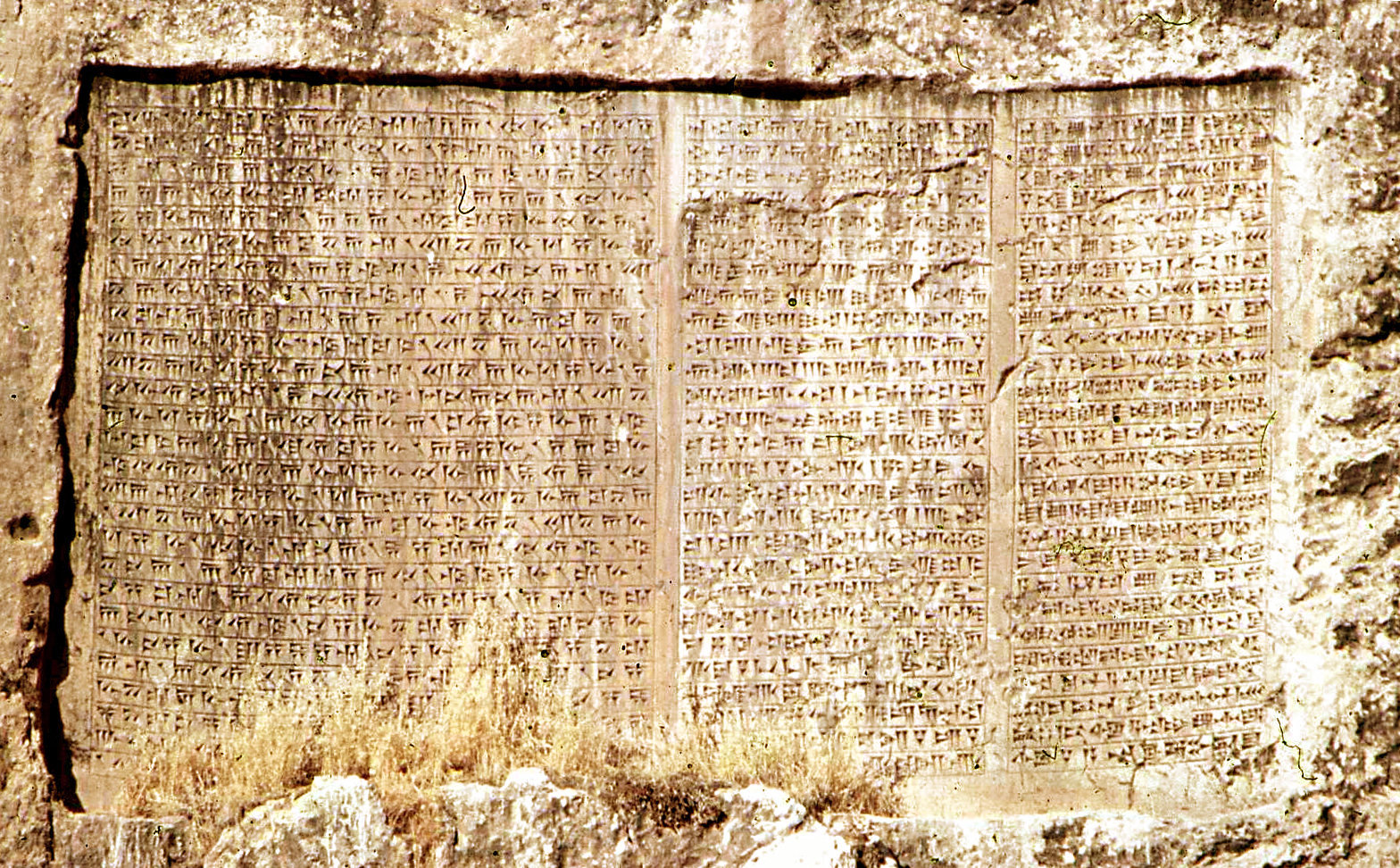
نقش خشايارشا في تركيا

## تأسيس المملكة الأخمينية
تنتمي الأسرة الأخمينية إلى الفرس، أحد الشعوب الإيرانية القديمة، الذي كان الموجة الأخيرة من موجات الشعوب الهندية - الأوربية (الآرية) التي اجتاحت أراضي إيران في مطلع الألف الأول ق.م. ظهرت الأسرة الأخمينية التي لايعرف أصلها، في مطلع القرن السابع ق.م. وبدأ نفوذ الأسرة يقوى بعد أن تخلصت تدريجياً من تبعيتها للعيلاميين [ر] واستقلت بإمارة أنشان التي كشفت آثارها في تل مليان والممتدة إلى الجنوب الشرقي من سوسة، ثم استولى أمير أنشان المدعو تشاهبيش (675-645 ق.م) على بلاد بارسا في إقليم شيراز اليوم، وانقسمت الأسرة على نفسها بعد ذلك فكان لفرع منها حكم فارس ولفرع ثان حكم أنشان. وكانت الغلبة لهذا الفرع بعد أن تزوج قمبيز الأول (600-556ق.م) الأميرة ماندان ابنة أستياج ملك الميديين، وكان من ثمار هذا الزواج قوروش (الثاني) الذي كان حكمه انعطافاً وتحولاً حاسماً في دور الأسرة الأخمينية في تاريخ إيران القديم.

## التوسع شرقاً وغرباً

الجدول الزمني للإمبراطورية الأخمينية بما في ذلك الأحداث الهامة والتطور الإقليمي

استطاع قوروش إعادة وحدة الأسرة الأخمينية وتطلع إلى السيطرة على ميدية وتمكن بذلك من توحيد البلاد الإيرانية ثم انتقل إلى بسط سيطرته المطلقة على عواصم الشرق مستفيداً من الأوضاع الدولية واضطراب الأحوال الداخلية في الدول القديمة. وفي 538 ق.م دخل قوروش بابل فكان ذلك مؤشراً على تغير كبير في «عالم بلغ الشيخوخة، والأهم من ذلك أن العالم القديم كان مدركاً لشيخوخته» كما قال أولمستد. وكان يُظن لفداحة الأحداث والتغيرات المتلاحقة، بعد اجتياح الفرس مملكة ليدية [ر] في غربي آسيا الصغرى على بحر إيجه وبعد توغلهم في بلاد الشرق، أن تاريخ الشرق القديم كان يتجه إلى نهايته، لكن المفارقة كانت في تجديد العالم القديم ضمن وحدة سياسية - اقتصادية امتدت من بلاد الهند إلى ليبية وحوض بحر إيجه. وهكذا قامت إمبراطورية جديدة في المشرق على أنقاض الإمبراطوريات والممالك القديمة، اجتمعت فيها شعوب وتلاقت ثقافات ولغات وصنائع وعقائد وعادات. ولكن قوروش سقط في ميدان القتال بعد أن توغل في أعماق السهوب الشمالية الشرقية من آسيا الوسطى، ثم خلفه بعد مرحلة انتقالية مضطربة ابنه قمبيز الثاني (529-522ق.م) الذي قاد حملة على مصر سنة 525 ق.م وأسقط عرش الفراعنة ولكنه أثار المصريين بتصرفاته وبفرض ضرائب مرهقة وبالتعرض للتقاليد الدينية، ثم عمل داريوس الأول (522-486 ق.م) على التوسع باتجاه الشرق إلى حوض نهر السند وغرباً إلى ضفاف نهر الدانوب، وتمكن من وضع حد للمنازعات الداخلية التي أثارها الأرستقراطيون والكهان المجوس، أما أكبر منجزاته فهو استكمال بناء الجهاز الإداري للدولة.
لكن المبالغة في فرض الضرائب والتدابير القاسية على السكان الإغريق المقيمين على الساحل الإيوني، في غربي آسيا الصغرى، أدت إلى اندلاع ثورة لاهبة بين 499-493 ق.م كانت الشرارة التي أوقدت نار الحروب الميدية التي اجتاحت العالم الهليني بين الفرس من جهة والمدن الإغريقية من جهة أخرى.
كانت هذه الحرب عند الهلينيين مسألة حياة أو موت، فقد سجل المؤرخون (هيرودوت وتوقيديدس وكزينوفون) دفاعهم عن بلادهم وانتصاراتهم على جيوش الإمبراطورية الفارسية عند ماراثون (490 ق.م) Marathon ثم في معركة سلاميس Salamis البحرية (480 ق.م). وبعدها بعام واحد في معركة بلاتيا (479 ق.م) Plataia. وفيما استطاع الهلينيون أن يقيموا بينهم بزعامة أثينة تحالفاً قاد الحرب إلى الساحل الأيوني الآسيوي اشتد أوار الأزمات الطاحنة في داخل الإمبراطورية الفارسية، فاندلعت الثورات في مصر (486-485 ق.م) وفي بابل (482-479 ق.م) وتوالت تحركات الأمراء الإقطاعيين الساعين إلى الانفصال والاستقلال والمؤامرات والاغتيالات في داخل القصر الإمبراطوري.

## نظم الدولة الأخمينية
كان قيام الإمبراطورية الفارسية حدثاً مثيراً، فهي من صنع شعب لم يكن له ماض عريق كالعيلاميين، ولم تكن له حتى ذلك الحين ثقافة مميزة كالثقافات البابلية والمصرية والإغريقية والسورية، ولكن هذه الإمبراطورية ورثت تراث كل الدول القديمة التي قامت على أرض إيران، فقد قامت إمارة أنشان على أرض مملكة عيلام، وورثت أيضاً تقاليد دول الرافدين في الاستراتيجية وفي الإدارة ومنها فكرة الدولة العالمية، وحلّت المملكة الفارسية محل الميدية وورثت منها مطامعها التوسعية في بلاد الشرق القديم، وكان نظام الحكم ملكياً مطلقاً، ويستند الملك، لفرض سلطانه، إلى حاشية مميزة، وقد أعفي الفرس في هذه الدولة من دفع الضرائب لقاء الخدمة العسكرية، وكان لهم المقام الأول ويأتي بعدهم الميديون، ويساعد الملك حكام إقطاعيون كانوا يملكون الأراضي ويجندون الجيوش ويؤلفون طبقة أرستقراطية شغل كبارها الوظائف في قيادة الجيش والوزارة والقضاء والإدارة والولاية، وحصل زعماء القبائل الرئيسية على امتيازات أضحت لها مع مرور الزمن صفة وراثية، وقد تلقى أبناء الأرستقراطيين تعليماً ممتازاً تضمّن الرماية والفروسية وقول الحق وهي المؤهلات اللازمة للعمل في خدمة الملك.
أما الجيش فكان يؤلف من مجنّدين من الشعوب المغلوبة، وأما القادة والفرسان فكانوا يختارون من بين الفرس أو الإيرانيين، وأهم الفرق العسكرية «الخالدون»، وهم عشرة آلاف من حملة الأقواس والقنّاصين في الحرس الملكي الذين لا ينقص عددهم، وفي كل ولاية يعيّن والٍ، ساتراب، وكان مكلفاً قيادة الجيش في ولايته والمحافظة على النظام والأمن وجمع الضرائب والهبات والغنائم، ولما كان الفرس غير قادرين على إدارة الإمبراطورية الأخمينية الواسعة الأرجاء إدارة مباشرة فإنهم اكتفوا بالقضاء على الدول الكبرى وتركت الممالك الصغيرة التابعة مثل قبرص وكيليكية وممالك المدن الفينيقية على الساحل السوري وترك الزعماء المحليون الدينيون وأمراء القبائل كالعرب والسكيذيين، ولم يكن ثمة حرج في تأسيس دول داخل الإمبراطورية كمملكة بيتينيا في الأناضول إذا ما ارتضت التبعية لملك الملوك.
وقد عُني ملوك الفرس بتنظيم جهاز الأمن، الذي كان يتولاه موظفون عرفوا باسم عيون الملك وآذانه، وكانت مهمته المراقبة والتفتيش في الولايات وإطلاع الملك على أحوالها، ولتنظيم الاتصال بين العواصم والولايات شقت الطرق وطُوّر البريد وأُصلحت الطرق القديمة المعروفة قبل قرون، ونفذت مشروعات كبيرة لتشجيع المواصلات البحرية فشُقت قناة تصل بين النيل والبحر الأحمر عند خليج السويس، ونظمت الرحلات البحرية الاستكشافية لتعرف خطوط جديدة للاتصال بين مصب نهر السند في الهند ودلتا النيل في مصر عن طريق محطات على الساحل الإيراني وعلى السواحل العربية، وتراكمت، نتيجة لذلك النشاط، ثروات كبيرة بلغت أطناناً كبيرة من الفضة والذهب، وقد ضُربت النقود، وأرفعها الدنانير الذهبية وعليها صورة رامي القوس المتوّج، وكانت هذه الدنانير تنفق في تجنيد الجنود المرتزقة وشراء ضمائر العملاء قبل تحريك الجيوش، ولقلة النقد من المعادن الثمينة لجأ ملوك فارس إلى الاستقراض والاستدانة بالفائدة، وفي القرن الرابع ق.م لجأت الدولة إلى فرض تصنيع ما كانت تحتاج إليه من الفخار والزيت والخمور على الولايات الغربية في آسيا الصغرى وسورية ومصر، ولكن فرض الضرائب كان يؤدي إلى انتفاضات محلية وإقليمية، كما وقع في مصر التي قاومت الاحتلال الفارسي واستردت استقلالها مرتين (460-456 ق.م) و (405-343 ق.م)، أما العالم الهليني فقد قاوم الغزو الفارسي منذ بدايته في مطلع القرن الخامس ق.م حتى النهاية في أواخر القرن الرابع ق.م. وقدّم المؤرخون اليونانيون المعاصرون صورة أسطورية عن الإمبراطورية الفارسية بعد احتكاكهم بها في بلاد الشرق ومقابلتها وجهاً لوجه.

## الحضارة الفارسية في العصر الأخميني وموقعها في التاريخ القديم
لم تتوقف الأسرة الأخمينية في مرحلة تأسيسها وفي أوج قوتها عند توحيد العالم الإيراني بل إنها عملت عندما سنحت لها الظروف المناسبة من أجل التوسع في بلاد الشرق القديم للسيطرة على طرق مواصلاته وأسواقه، وهكذا ورث قوروش وخلفاؤه عروش بابل وسارديس ومنفيس المتداعية التي سرعان ما انهارت أمام القوة الناشئة الجديدة.
ولكن الدولة الأخمينية لم تتردد، للمحافظة على كيانها السياسي، في نقل السكان وفي نزع ملكية بعضهم لإقامة جاليات فارسية على الأراضي المصادرة أو المستملكة في آسيا الصغرى أو في بابل، أما التعذيب والبطش بالثائرين فكانا من الأمور الشائعة والمعروفة وابتدعت لها أساليب فاقت في فظاعتها ما عرف عند السابقين، أما التسامح الديني الذي عُزي إلى قوروش وبعض الملوك الأخمينيين فلم يكن سياسة فريدة في بابها في دول الشرق القديم، فقد عرفت حضارات الشرق القديم غالباً التعايش بين العقائد الدينية المحلية فلم يكن للعامل الديني الدور الأول في توسع الدول وفي إنشاء الإمبراطوريات عند الفراعنة أو ملوك الرافدين والأناضول، ولكن الحكام كانوا يتخلون عن تسامحهم الظاهري كلما تطلبت مصلحة الحكم ذلك للقضاء على الثائرين.
ومما لا شك فيه أن الإنجاز الذي حققه قوروش الثاني، ملك أنشان، ملك الفرس، ملك الملوك، كان كبيراً في عصره، ولكن ملوك الفرس الأخمينيين لم يكن باستطاعتهم أن يقبضوا بسهولة على زمام الأمور في دولة امتدت على نحو خمسة ملايين كم2، وكان الإخفاق واضحاً في قدرة الفرس على الاندماج سريعاً في المجتمعات الشرقية التي اختلطوا بها بعد انحدارهم من جبالهم إلى السهول التي استقرت فيها المجتمعات الريفية في القرى والحضرية في المدن، كما أنهم لم ينجحوا في تأسيس مجتمعات مدنية مميزة كما فعل الهلينيون بعدهم عند نزولهم في بلاد الشرق.
ومع هذا فلقد مثلت الإمبراطورية الفارسية الأخمينية بالفعل «مملكة عالمية» ورثت المثل الأعلى القديم للمملكة التي كانت تضم «جهات العالم الأربع»، وهو المثل الأعلى الذي كان يتطلع إليه ملوك سومر وأكد وبابل وآشور، وقد جعله الملوك الأخمينيون واقعاً ملموساً بتوحيد معظم الشرق القديم تحت سلطانهم، إلا أن الغرب الناشئ على أطراف المتوسط بقي خارج هذه المحصلة، بل إنه قاوم الدخول فيها، كما حدث في الحروب الميدية التي نشبت بين الفرس والهلينيين، وهو ما ترتب عليه صراع حاسم حمل نتائج خطيرة للعالم القديم كله.
ولم يأت توحيد الشرق القديم على أيدي الأخمينيين فجأة إذ كان الكيان السياسي لدول الشرق القديم قد تضخم واتسع حتى بلغ مرحلة المملكة المركزية الكبرى، وعندما وصل إلى درجة عجز فيها عن المحافظة على ما بلغه من تماسك تغلبت الأطراف على المركز، فالدول القديمة التي كانت لها الغلبة والسيادة في السابق أصابها الضعف والوهن على مر السنين نتيجة للحروب والصراعات والأزمات المتلاحقة والعنف والكوارث مما أدى إلى تقويض أسس النظم التي كانت قائمة وإلى إتاحة الفرصة لدخول عوامل تاريخية فعّآلة حملتها دائماً شعوب الجبال والسهوب والبوادي المحيطة بالسهول وأحواض الأنهار حيث كانت تقوم دول الشرق القديم وترتفع مدنه وتشمخ حضاراته الأولى.
ولقد نجم عن انتقال مركز الثقل السياسي من العواصم التاريخية المعروفة على الفرات ودجلة إلى سوسة ومدن أخرى وراء جبال زاغروس، توسيع حدود المشرق القديم لتتصل بالعالم الهندي من جهة وبالغرب الأوربي عند المضايق الواصلة بين البحرين الأسود وإيجه من جهة أخرى، وأطال قيام الإمبراطورية الأخمينية عمر الشرق قرنين آخرين في وحدة سياسية - اقتصادية هشّة تفككت أجزاؤها المكونة بعد ذلك تباعاً قبل أن يقع الصدام العسكري الذي قاد الهلِّينيين إلى بلاد الشرق الضعيف والمنهار.
لقد بدأ تضعضع أسس الحضارات الشرقية القديمة ونظمها فكرياً وروحياً قبل هزيمتها الحاسمة عسكرياً، فقد اهتزت العقائد الدينية القديمة مع تنامي فكرة التوحيد في المجتمعات الشرقية القديمة كما في تراتيل أخناتون في مصر ونابونيد في بابل ثم مع ارتفاع هذه الفكرة إلى مستوى التوحيد التجريدي كما في بعض أسفار التوراة التي أعيدت كتابتها أو كتبت في العصر الأخميني كسفر عزرا الذي يتحدث عن رب السماوات والأراضي (عزرا: 19-20)، وهكذا أخذت تتطور الفكرة التي تتحدث عن الإله المنزه الذي يمكن أن يكون منفصلاً عن مظاهر الطبيعة التي قدستها العقائد القديمة وعن الإنسان، كما تتحدث عن الإلهي الذي يمكن أن يمثل قوة روحية مستقلة تتجاوز المناحرات السياسية.
وفي سياق هذا التطور الروحي - الفكري ظهرت تجربة روحية أخرى في إيران تختلف في بنيتها عما سبقها من تجارب دينية، وهي تؤكد الطبيعة الأخلاقية للإله وتجعله يتجاوز الحدود السياسية للدولة وكذلك الحدود الإثنية، فالديانة الزرادشتية تبدّت بصورة مستقلة تماماً عن الصورة التي تبدّت فيها الدولة، وإذا كانت محاولة التوفيق بين الدولة والعقيدة الزرادشتية مصدراً لمشكلات خطيرة في تاريخ الفرس القديم فإن خطورة هذه التجربة نفسها تكمن في أن هذه النظرية الكونية قد ظهرت في الشرق أيضاً ولم تكن صادرة عن الدولة ولا مرتبطة، بالضرورة، بشعب بعينه، ويعد هذا الإنجاز، على حد قول س. موسكاتي، «أعظم منجزات حضارات الشرق القديم، إنه الانتصار على الذات، لكنه في الوقت نفسه نقطة النهاية في تاريخ هذا الشرق، لأنه كان بداية لعصر جديد».
على أن أهم مظاهر الضعف في كيان الإمبراطورية الأخمينية عجزها عن احتواء الثورة الإيونية ومقاومة المدن اليونانية، فبعد حشويرش الأول (485 / 486 - 465 ق.م) تسارع التدهور ولم يكن لعواهل فارس من هدف سوى مقاومة الدول الصغيرة في العالم الهلّيني، التي أرادت أن تفيد من الصراع الداخلي في الإمبراطورية، كما في مصر، للحد من وطأة ضغط الجيوش الفارسية الكثيفة عليها، وقد رد الفرس بنثر الدنانير لزرع الشقاق في صفوف الهلّينيين وإيقاف هجماتهم على الحدود الغربية للإمبراطورية ثم أخذوا بمصالحة بعض المدن على حساب مدن أخرى، ومهما يكن فإنه كان من المستحيل على أية دولة من دول المدن الإغريقية أن تتوسع في أراضي الإمبراطورية الفارسية القوية المترامية الأطراف والتي امتدت حياتها بعد ذلك قرناً ونصف القرن.
وكان موت حشويرش مأساة كبيرة في داخل القصر، وربما تم على أيدي الحريم، وهو ما صار من المألوف تكراره بعد ذلك عند كل تبديل للحاكم عندما لا يكون بفعل الحاشية، وخلف الملك الصريع ابنه أرتا حشويرش (465-424 ق.م) الذي كان له ضلع في الجريمة بوساطة قائد حرسه الذي قتل أيضاً، وقبل هذا الملك آخر الأمر بالتخلي عن الساحل الغربي لآسيا الصغرى ومجموعة من الجزر على أن تتعهد أثينا بألا تمضي في مساعدة ثورة مصر، ثم جاءت الحروب البلوبونيزية [ر] (431-404ق.م) التي عمّقت انقسام العالم الهلّيني فتمكن حاكم الأناضول الفارسي من استرداد مواقعه على الساحل الغربي الذي اندلعت فيه الثورة على الأثينيين.

## تدهور الإمبراطورية ونهاية الأسرة المالكة الأخمينية
يتألف تاريخ الأسرة المالكة الأخمينية من سلسلة من الصراعات الدامية التي عجلت بتدهور الإمبراطورية وحفرت طريق نهايتها، فعندما مات أرتا حشويرش الأول (424 ق.م) خلّف ثمانية عشر ولداً، وورث العرش حشويرش الثاني لمدة خمسة وأربعين يوماً وانتهت حياته مسموماً على يد مغتصب لم يحتفظ بالعرش أكثر من ستة أشهر إذ قتل على يدي داريوس الثاني (423-404 ق.م) الذي ضمن العرش لنفسه بعد أن تخلّص من إخوته وجعل أخته تحكم معه وتزوج باريزاتيس التي كانت امرأة شرسة صعبة المراس، وكان التنافس شديد في القصر الإمبراطوري على قيادة الجيوش وعلى طريقة إدارة الصراع مع الهلِّينيين.
وعندما مات داريوس الثاني ورثه ابنه البكر أرتا حشويرش الثاني (404-358 ق.م) وكان لا يملك إلا مؤهلات ضعيفة، وقد وفر حياة أخيه قوروش الذي تآمر عليه مع زوجة أبيه باريزاتيس، ولكن الأمير الفتي حشد جيشاً في آسيا الصغرى وعاد للإطاحة بأخيه ولكنه قتل في عام 401 ق.م في معركة قرب بابل، وقد تبددت قواته ولكن عشرة آلاف من المرتزقة اليونانيين الذين كانوا مهددين بالإبادة والفناء استطاعوا الانسحاب في ظروف صعبة ووصلوا إلى شاطئ البحر الأسود بعد مسيرة سبعة أشهر.
وقد وصف المؤرخ كزينوفون (430-355 ق.م) هذا الانسحاب الملحمي في كتابه «الصعود» Anabasis، ولقد تسبب هذا الإنجاز الذي حققه الهلّينييون في تبديد رصيد الإمبراطورية الفارسية لدى حلفائها وشجع الإغريق وحلفاءهم على المضي في تحدّيها، فهاجمت اسبرطة ممتلكات فارس في آسيا الصغرى، ووجد الملك الفارسي صعوبات في إخماد الاضطرابات العنيفة في مصر وقبرص.
ومن الأمثلة الفاضحة على التدهور في آخر الإمبراطوريات الشرقية القديمة أنه كان لأرتا حشويرش مئة وخمسة عشر ولداً من ثلاثمئة وستين جارية، وقد حاول بعض أفراد أسرته اقتناص الحكم واختصار مدة ملكه، فحصلت فواجع من جرّاء ذلك فقتل ابنه البكر، وتمكّن ولد آخر من اعتلاء العرش بعد قتل اثنين من إخوته ودعي باسم أرتا حشويرش الثالث (358-338 ق.م)، واشتهر هذا الملك بقسوته وفظاظته ولكنه نجح لأمد في ترميم كيان المملكة فضرب على أيدي الأمراء والولاة المتطلعين إلى الاستقلال وقمع ثورة أخرى قامت في مصر (346-343 ق.م)، ولكنه كان قلقاً من صعود مقدونية وتقدم نفوذها في العالم الهلّيني فأخذ يساعد خصوم الملك فيليب الثاني سراً وعلانية، ولكنه مات آخر الأمر مسموماً على أيدي أحد رجال القصر الخصي باجواس الذي قتل خلفه أوراسيس (أرسيس) بالسم أيضاً بعد أن حكم مدة قصيرة (338-336 م) وساعد باجواس على اختيار داريوس الثالث من أحفاد داريوس الثاني لوراثة العرش (336-330 ق.م)، واستطاع داريوس (دارا) أن يجعل الخصي المتآمر يتجرع السم الذي أعده لقتل ملكه، وتحرك فيليب الثاني المقدوني بإرسال جيش لتخليص آسيا الصغرى من حكم الفرس ولكن الجيش أوقف تقدمه بعد اغتيال العاهل المقدوني (336 ق.م)، إلا أن وراثة الاسكندر عرش أبيه القتيل دفع الأحداث إلى منعطف جديد فاستؤنفت الحرب باندفاع جديد لم يسبق له مثيل لتحقيق أهداف إستراتيجية لم يعلن عنها من قبل هي إيقاع هزيمة حاسمة بالإمبراطورية الفارسية. وهكذا توالت المجابهات بين الملك المقدوني الشاب وجيوش الإمبراطورية الفارسية الأخمينية وتوالت الهزائم في كيليكية وفي خليج الاسكندرونة عند أبواب سورية وفي أربيل في بلاد آشور، وبعد أن دخل الاسكندر بابل وسوسة وبرسبوليس انسحب آخر الملوك الأخمينيين شرقاً إلى هركانية حيث قتل (330 ق.م) على يد أحد الولاة المحليين الذي كان يأمل في مكافأة الاسكندر له لكنه لقي ما يستحق من جزاء على غدره وفعلته الشنعاء، وهكذا انهارت الإمبراطورية الشرقية الشاملة لتحل محلها الإمبراطورية العالمية التي جمعت لأول مرة بلاداً من الشرق والغرب.

## الحكام الأخمينيون
- أخمينس الفارسي †
- تايسبس من أنشان، ابن أخمينس †
- كورش الأول من أنشان، ابن تايسبس †
- أريا رامنس الفارسي، ابن تايسبس ومشارك في الحكم مع قورش الأول †
- قمبيز الأول من أنشان، ابن قورش الأول †
- أرساميس الفارسي، ابن أريا رامنس ومشارك في الحكم مع قمبيز الأول †
- كورش الثاني، الأكبر، ابن قمبيز الأول، حكم من ح.550–530 ق.م. (حاكم أنشان ح. 559 ق.م. – فتح ميديا 550 ق.م.)
- قمبيز الثاني، ابن قورش الأعظم، حكم 529–522 ق.م.
- سميردس (برديا), ابن مزعوم لقورش الأكبر، حكم 522 ق م (محتمل أن يكون غاصباً للعرش)
- داريوش الأول (داريوس الأول، الأكبر)، صهر سميردس، وحفيد أرساميس، وحكم 521–486 ق.م.
- خشايارشا الأول (خرخس الأول)، ابن داريوش الأول، وحكم 485–465 ق.م.
- أردشير الأول الأخميني (أرتاخرخس الأول لونجيمانوس ابن خرخس الأول)، حكم 465–424 ق.م.
- خشايارشا الثاني (خرخس الثاني)، ابن أردشير الأول، حكم 424 ق.م.
- سجديانوس، أخ غير شقيق ومنافس لخشایارشا الثاني، حكم 424–423 ق م
- داريوش الثاني (داريوس الثاني نوثوس)، أخ غير شقيق ومنافس لخشایارشا الثاني، حكم 423 ق م–405 ق.م.
- أردشير الثاني الأخميني (أرتاخرخس الثاني الشهير (منيمون))، ابن داريوش الثاني، حكم 404–359 ق.م. (انظر أيضاً خينوفون)
- أردشير الثالث الأخميني (|أرتاخرخس الثالث اوخوس)، ابن أردشير الثاني، حكم 358–338 ق.م.
- أردشير الرابع الأخميني (أرتاخرخس الرابع أرسيس) ابن أردشير الثالث، وحكم 338 ق م–336 ق.م.
- داريوس الثالث (داريوس الثالث كودومانّوس)، ابن حفيد داريوش الثاني، حكم 336 ق م–330 ق.م.
- الإسكندر المقدوني هزيمة الإمبراطورية الأخمينية 330 ق.م.

† الأدلة المكتوبة لهؤلاء الحكام لا يمكن التأكد منها، وكثيراً ما يعتقد أنها مختلقة من قبل داريوش الأول.

## مستعمرات الأخمينيون
احتل قمبيز الثاني مصر، والمؤرخون لحكام مصر يعدون الأخمينيين الأسرة السابعة والعشرون من حكام مصر القديمة.
1. عنصر قائمة مرقمة

## معرض صور

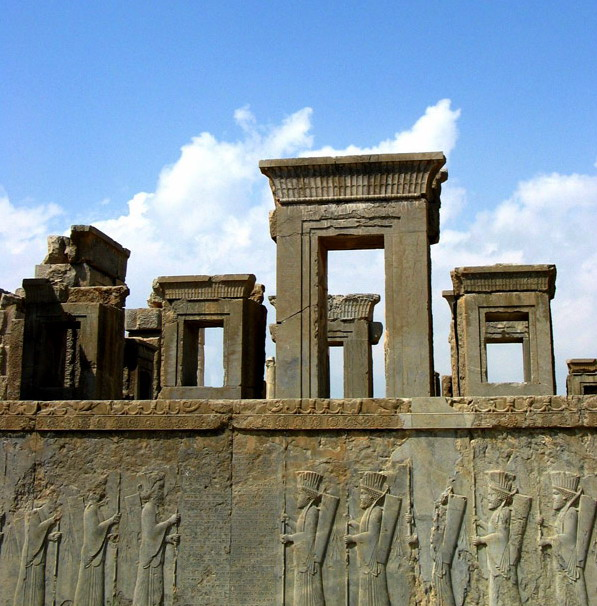
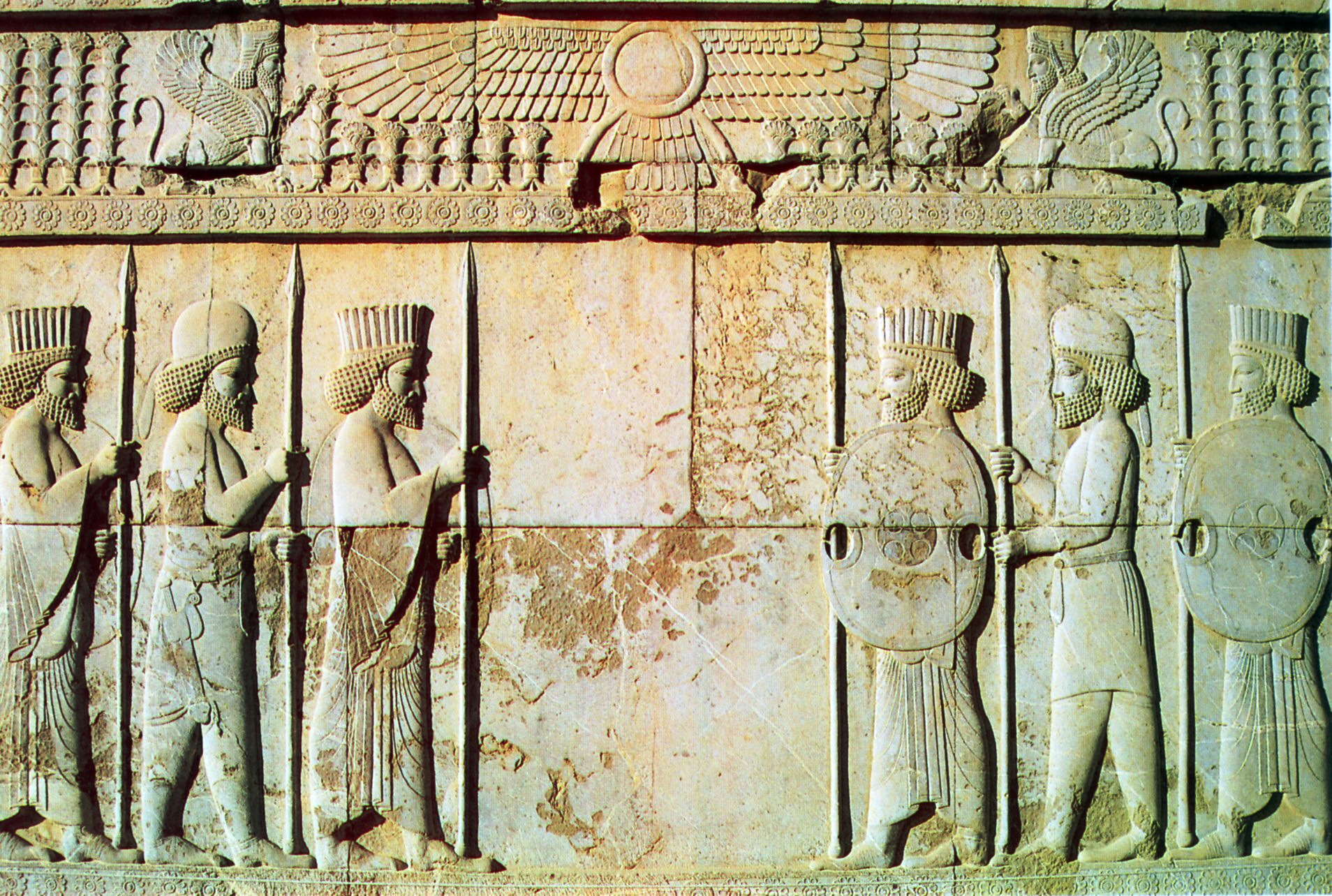
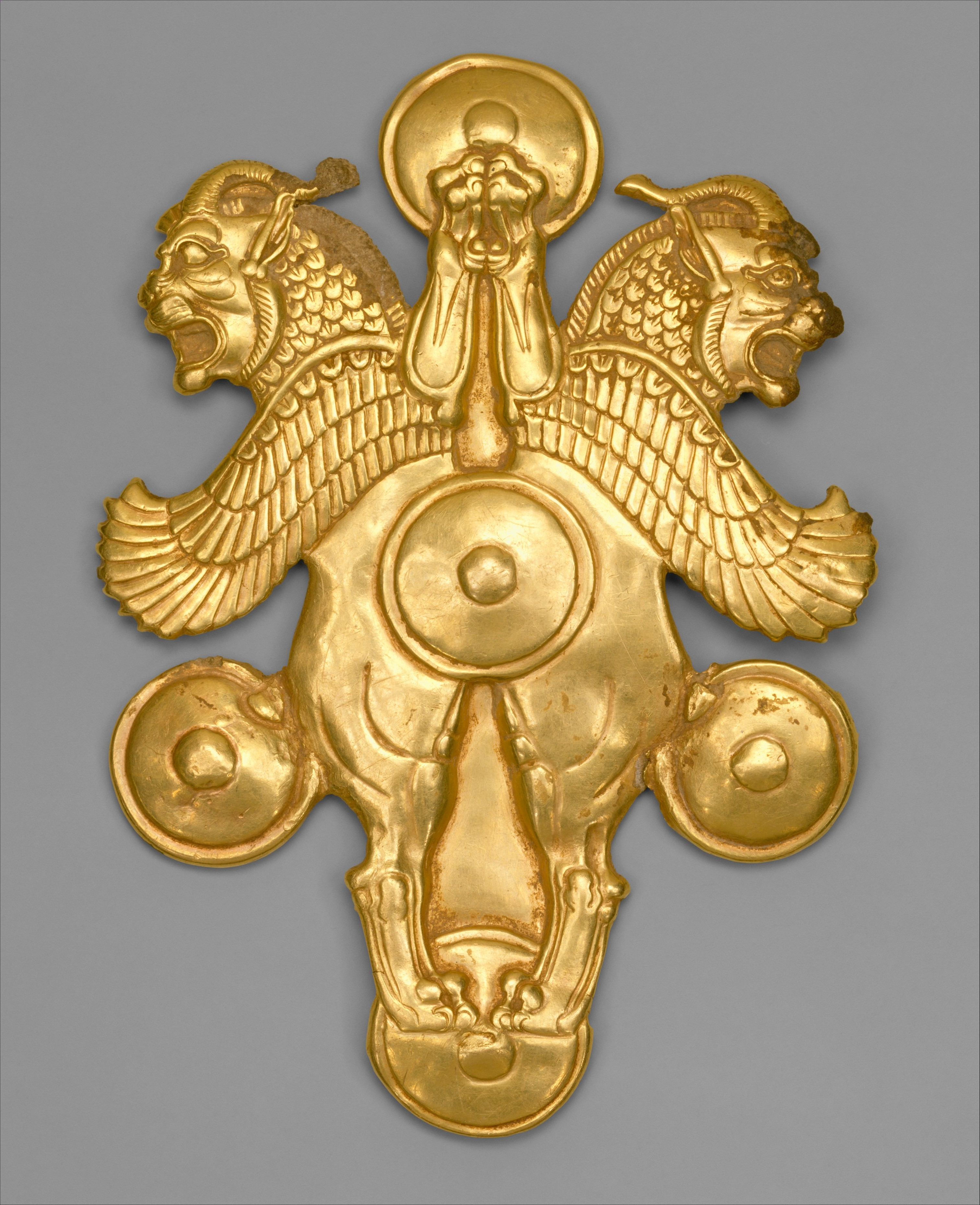
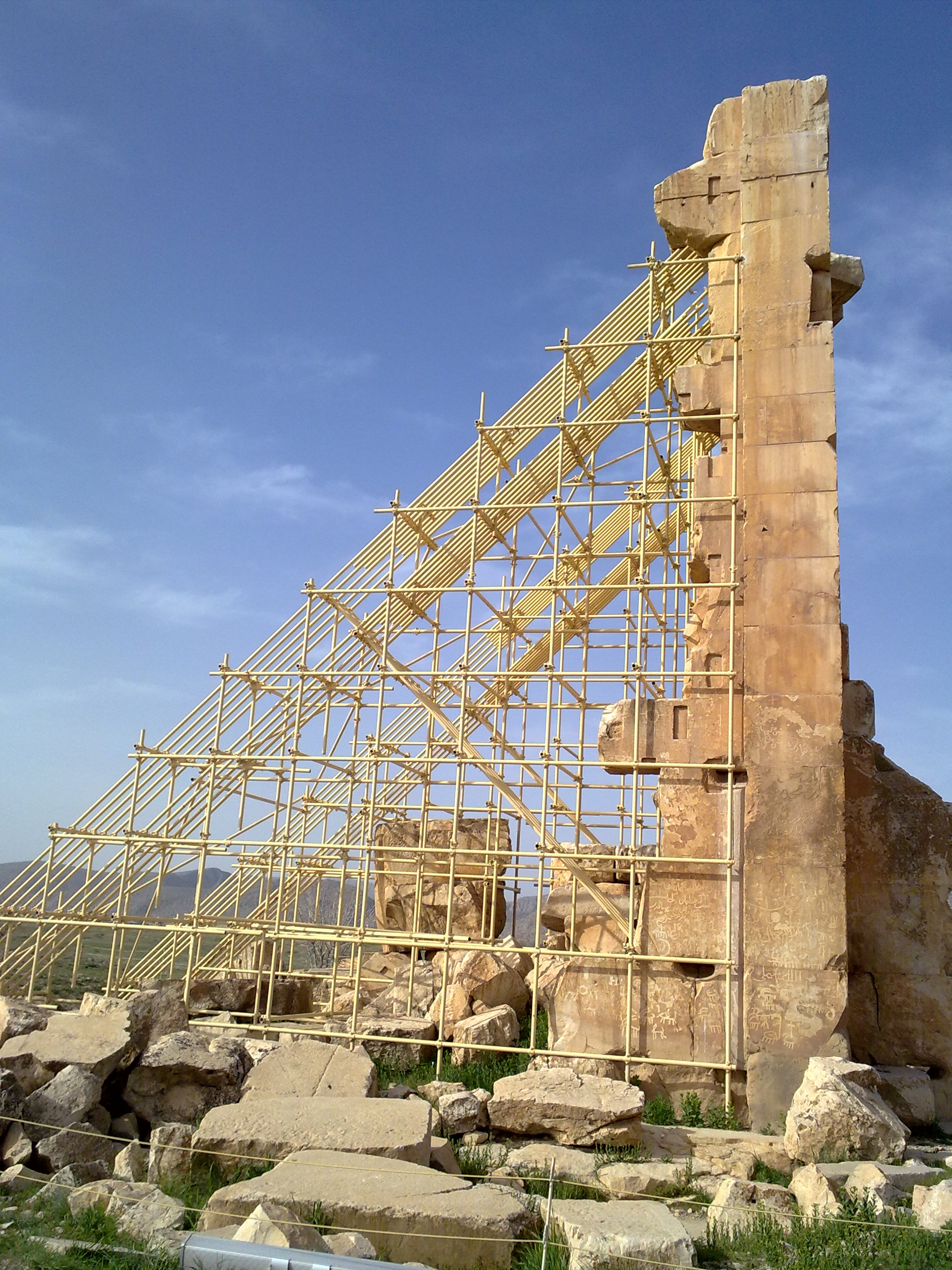